# Expedición de Portolá
La expedición de Portolá, organizada y concluida por Gaspar de Portolá del 14 de julio de 1769 al 24 de enero de 1770, fue la primera expedición española que exploró y colonizó la Alta California por vía terrestre.

## Resumen
El objetivo de la expedición era asegurar el arraigo español en la Alta California antes de que lo hiciesen los rusos; para ello fue nombrado gobernador de la nueva provincia colonial de Las Californias (Alta y Baja) el catalán Gaspar de Portolá, y lo enviaron además para sustituir a los expulsados misioneros jesuitas y reemplazarlos por otros franciscanos que establecieran su propia red de misiones en la colonia. El plan era de fundar un asentamiento en el puerto de Monterey o Monterrey que había ya descrito Sebastián Vizcaíno. La Expedición estaba compuesta por 64 hombres y unos 200 caballos y mulas. La Expedición partió del Presidio de San Diego el 14 de julio de 1769 y volvió el 24 de enero de 1770, sin poder reconocer la bahía de Monterrey o Monterey. Los diarios oficiales fueron escritos por el padre Juan Crespí y por el ingeniero Miguel Costansó, aunque también redactó uno el capitán Vicente Vila, editado modernamente por el hispanista Robert Selden Rose. La expedición se hizo famosa también por haber "descubierto" la sequoia sempervirens el 14 de octubre de 1769 (primera anotación, el 15 octubre). Es una opinión generalizada el que fueron los primeros europeos en llegar por tierra a la bahía de San Francisco.

## Viaje de ida

### De la Baja California a San Diego

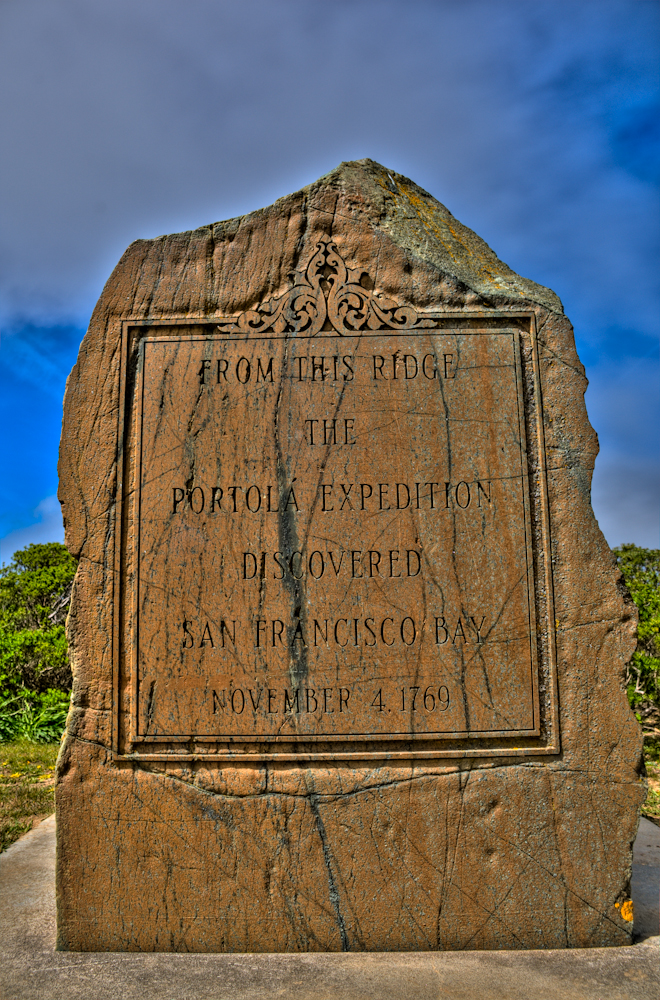
Lugar de la llegada a la bahía de San Francisco

La primera parte de la expedición consistía en cinco grupos que partieron desde la Baja California hacia San Diego, en el norte: tres de ellos viajaron por mar, mientras que dos más lo hacían por tierra en bagajes o reatas de mulas. Tres galeones construidos apresuradamente en San Blas zarparon hacia San Diego a principios de 1769: el San Carlos, con Vicente Vila de capitán (según su diario, que ha sobrevivido); el Sant Antoni, capitaneado por Joan Pérez, natural de Palma de Mallorca, y el San José. Los tres barcos, atravesaron el golfo de California desde San Blas y llegaron a la costa este de la Baja California, donde hicieron unas reparaciones necesarias.

### Los grupos por mar
En la ribera de La Paz (9 de enero de 1769), fray Junípero Serra bendijo el buque insignia San Carlos junto con fray Fernando Parrón. José de Gálvez, dirigiéndose a los hombres que esperaban a bordo, les explicó que su destino final era Monterrey y su misión plantar la Santa Cruz entre los indios. A continuación, el fraile Parrón abordó el San Carlos junto con el capitán Vicente Vila, teniente de la marina real, seguido del teniente Pedro Fages con sus 25 voluntarios catalanes, el cartógrafo Miguel Costansó, que hizo los mapas y dibujos que describían la expedición, el cirujano Pere Prat y una tripulación de 23 marineros, más dos herreros, dos grumetes, cuatro cocineros y el acompañante Jorge Estorace, sesenta y dos en total. Levando anclas, el San Carlos se dirigió desde el Sur al Golfo de California, rodeó el cabo San Lucas y bordeó hacia el Norte la costa del Océano Pacífico.
El 15 de febrero Gálvez envió al San Antonio desde el cabo San Lucas a los frailes franciscanos Joan Vizcaíno y Francesc Gómez junto a su capitán Juan José Pérez Hernández. Con marineros, más cocineros, carpinteros y herreros, el San Antonio llevaba una tripulación total de unos treinta hombres. Estos barcos emprendieron el viaje antes que los grupos por tierra. El San Carlos y el San Antonio fueron seguidos por el San José, un barco de suministro adicional bautizado con el nombre del patrón de la expedición de Portolá; pero nunca llegó a San Diego y se supone que se perdió en el mar.

### Los grupos por tierra
El capitán Ferran Rivera, que se dirigía hacia el norte desde la Baja California, reunió caballos y mulas de la debilitada red de misiones católicas para ofrecer suministros a su expedición por tierra. José de Gálvez había encomendado a Rivera que tomara caballos y mulas a las misiones sin poner en peligro su supervivencia y diera a cambio dinero a los frailes por el número de animales cogidos; los establos de estas misiones serían posteriormente repoblados con animales llevados del continente mexicano. Fray Juan Crespí, seleccionado como sacerdote por parte de Rivera y los misioneros franciscanos, viajó durante veinticuatro días desde la misión La Purísima, situada a 400 millas (640 km) al norte, hasta Velicatá (cerca de la actual ciudad de Ramona), al norte de la frontera del asentamiento español en la Baja California. Allí Crespí se reunió con Rivera, que había salido de Velicatá el 24 de marzo con una caravana de caballos y mulas, guiado por tres arrieros y custodiados por veinticinco soldados y cuarenta y dos indios cristianos de la Baja California, todos varones.

## Viaje de vuelta
El 30 de septiembre, cuando acamparon junto a un río al sur de lo que hoy se llama Salinas, los exploradores se situaron al oeste de la costa. Llegaron a la Bahía de Monterey o Monterrey, pero no la reconocieron como el puerto descrito por Vizcaíno 167 años antes. El resto del grupo llegó a la Bahía de Monterey el 1 de octubre, pero aun así no pudieron reconocerla como su destino, porque no parecía coincidir con la gran bahía descrita por Vizcaíno. Además, Portolá y sus hombres hambrientos esperaban encontrar el barco de suministros San José esperándolos fondeado en el puerto de destino, algo que no encontraron aparentemente porque se perdió de camino en el mar. El 11 de noviembre, Portolá convocó un consejo de oficiales que acordó por unanimidad: 1.º, que tenían que haber pasado por Monterey o Monterrey, 2.º que era el momento de dar la vuelta y volver sobre sus pasos a San Diego; y 3.º, que nadie se quedaría atrás esperando la llegada de ningún barco de suministro. Todos se dirigieron al sur.
Los hombres llegaron agotados a San Diego el 24 de enero de 1770 "oliendo terriblemente a mulas", pero fueron bien acogidos por sus compañeros soldados y frailes. Salvo cinco hombres que aparentemente habían abandonado la expedición, todos los demás miembros de la tropa habían sobrevivido al viaje de seis meses. Informaron de que un gran número de indígenas amigos vivía a lo largo de la costa y esperaba recibir el evangelio católico. En total habían recorrido 1.200 millas / 1.900 kilómetros y se habían convertido en los primeros europeos en inspeccionar la bahía de San Francisco y otros muchos lugares estratégicos importantes. Sin embargo, fray Junípero Serra, que les dio la bienvenida en San Diego, se sintió consternado e incrédulo cuando le dijeron que no habían encontrado la bahía de Monterey. "Venís de Roma sin haber visto al Papa", dijo Serra a Portolá.